# Parafia Niepokalanego Poczęcia Najświętszej Maryi Panny w Permie
Parafia rzymskokatolicka Niepokalanego Poczęcia Najświętszej Maryi Panny w Permie – rzymskokatolicka parafia, znajdująca się w Permie, archidiecezji Matki Bożej w Moskwie, w dekanacie wschodnim, arcybiskupem oraz metropolitą jest Paolo Pezzi. Kościół katolicki był wybudowany w latach 1873–1875 i znajduje się w mieście Perm na ul. Puszkina 28. W Parafii działa Schola Parafialna, prowadzi się działalność kulturalna.

## Historia
Katolicy pojawili się w Permie w latach 30. XIX wieku, byli to Polacy, zesłani na Ural po powstaniu listopadowym 1830 r.
W 1837 roku parafianie dla odprawiania nabożeństw urządzili w domu mieszkalnym tymczasową kaplicę, ale ona została spalona w pożarze 1842 roku. W 1864 roku Władza Duchowna utworzyła samodzielną parafię katolicką pod wezwaniem Zaśnięcia Matki Bożej, w 1873 r. parafia liczyła już 1035 członków. Budowa kościoła rzymskokatolickiego pod wezwaniem Niepokalanego Poczęcia Najświętszej Maryi Panny w Permie była rozpoczęta w 1873 roku według projektu Edmunda Frika, dopracowanego przez architekta miejskiego Rudolfa Karwowskiego. W 1875 budowa kościoła była ukończona, 15 sierpnia tegoż roku kościół został uroczyście poświęcony.
W 1899 roku przy kościele byli wybudowane Dom Parafialny oraz Szkoła Parafialna. W 1915 r. Parafia w Permie liczyła koło 1500 osób, większość to była Polacy, ale byli też Litwini, Węgrzy, Białorusini, Ukraińcy, Niemcy, Francuzi. W kwietniu 1918 roku powstał Dekanat Permski, do którego należały parafie katolickie Permu, Wiatki, Jekaterynburgu i Czelabińsku.
Po rewolucji 1917 r. władza radziecka nacjonalizowała budynki przykościelne, ale sam kościół jeszcze nie, i w 1926 r. parafia liczyła koło 500 katolików. 20 lutego 1936 r. kościół został zamknięty, ksiądz proboszcz Parafii Franciszek Budrys oraz najbardziej aktywni parafianie zostali rozstrzelani. W budynku kościoła powstał klub głuchoniemych.
Odbudowa działalności Kościoła Katolickiego w Rosji rozpoczęła się na początku lat 1990. XX wieku. W 1991 r. po wielu latach nieobecności odnawia się Parafia rzymskokatolicka Niepokalanego Poczęcia Najświętszej Maryi Panny w Permie, w 1993 r. Parafię obejmuje nowy ks. proboszcz Andrzej Grzybowski, w 1994 roku budynek kościoła był oddany Parafii. Budynek potrzebował gruntownych prac remontowych oraz konserwatorskich, które trwali przez cztery lata. 9 sierpnia 1998 r. arcybiskup Tadeusz Kondrusiewicz drugi raz poświęcił budynek kościoła. Teraz ks. proboszczem Parafii jest Iwan Kolesnikow.

## Architektura
Architektonicznie budynek kościoła jest zbudowany w kierunku eklektyzmu – w stylu neogotyk. Budynek jest prostokątny, główną fasadą zorientowany na północ. Do południowej części budynku należy pięciościenna apsyda.
Prezbiterium znajduje się w części południowej i jest oddzielony od reszty przestrzeni arką na kolumnach. W części północnej znajduje się chór z organami.

## Cmentarz katolicki w Permie
Niedaleko kościoła znajduje się dziewiętnastowieczny Cmentarz Katolicki, który jest usytuowany na Cmentarzu Jegoszychińskim z zachowanymi grobami zesłańców, ich potomków i pierwszego proboszcza Parafii rzymskokatolickiej w Permie doktora teologii, ks. Julianа Antoniego Szostakowskiego (1840–1871). Przy grobie ks. Szostakowskiego zbierali się katolicy w latach 1937–1992.

## Centrum Kultury Polskiej
Przy kościele w latach 2007–2013 działał Centrum Kultury Polskiej.